# Storting
Storting (în norvegiană Stortinget pronunțat /ˈstûːʈɪŋə/, traducere literară «Marea Adunare») este organul legislativ suprem al Norvegiei, fondat în 1814 prin Constituția Norvegiei și are sediul la Oslo.